# Derrick de Kerckhove

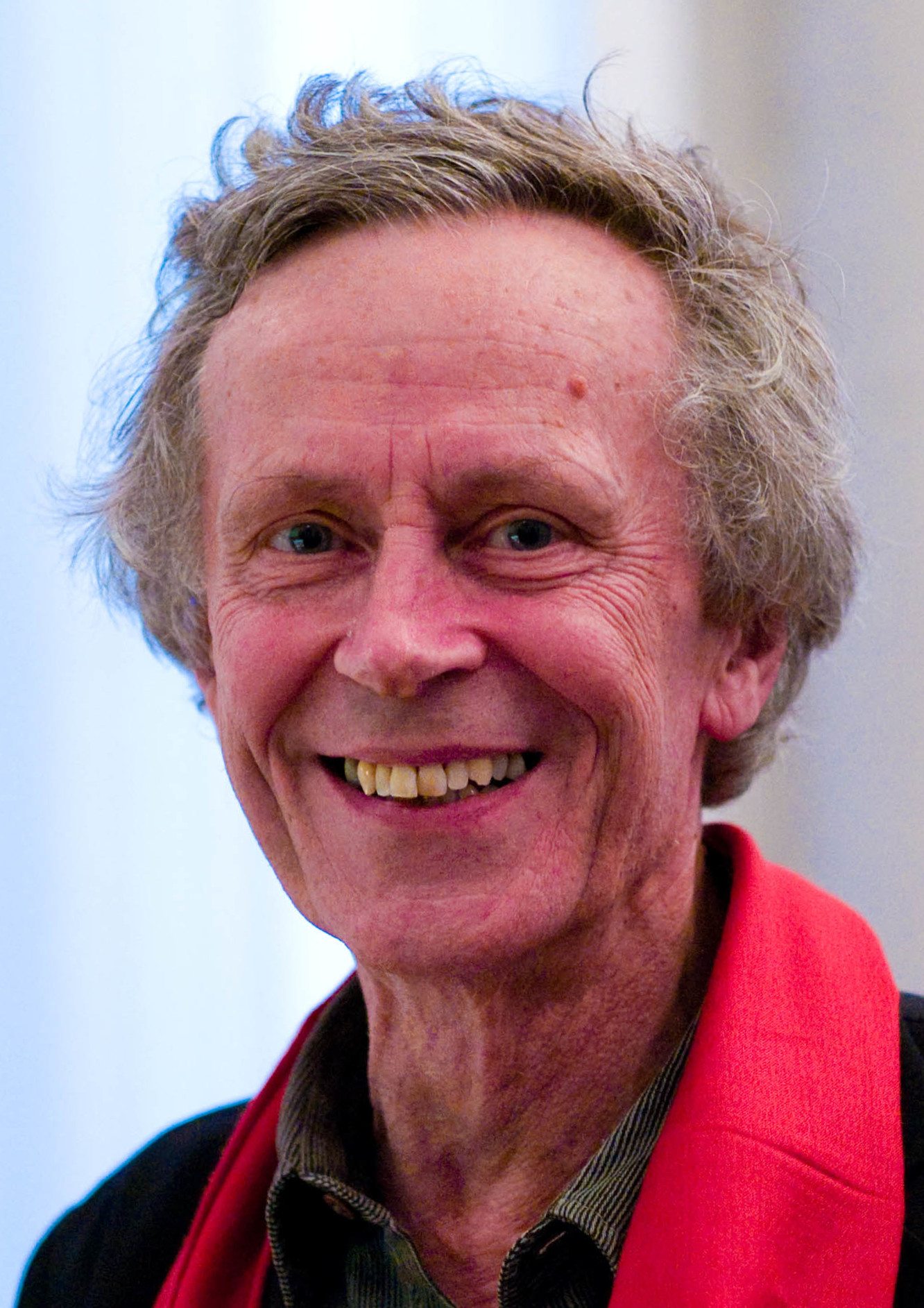
Derrick de Kerckhove

Derrick de Kerckhove (ur. 1944) – socjolog i medioznawca.

## Życiorys
Urodził się w Belgii, mieszkał między innymi w Indiach i Pakistanie.
Jest profesorem na Uniwersytecie w Toronto w Kanadzie.
W latach 1983–2008 był dyrektorem McLuhan Program in Culture and Technology. Współpracował z Marshallem McLuhanem jako współautor jego książek, tłumacz i asystent.
W swojej znanej książce Powłoka kultury (org. The Skin of Culture) z 1995 roku pisze o uzależnieniu rzeczywistości psychologicznej od technologicznych ekstens człowieka.